# Rozdělení Belgie

Vlajka Vlámska

Vlajka Valonska

Rozdělení Belgie je hypotetická situace, o které diskutuje belgická politická scéna od 60. let 20. století. Řada politických sil v Belgii usiluje o rozdělení země podle jazykové hranice, s tím, že by vznikly nejspíše dva nové nezávislé státy, nizozemsky (hovorově: vlámsky) mluvící Flandry (čili Vlámsko) a francouzsky mluvící Valonsko. Tyto jednotky fungují již dnes velmi autonomně v rámci belgické federace. Alternativně se předpokládá, že Vlámsko by se mohlo připojit k Nizozemsku a Valonsko k Francii nebo Lucembursku. Nejasný je ovšem případný osud dvoujazyčného hlavního města Bruselu ležícího ve vlámské části země a území s německy mluvící komunitou. Někteří političtí pozorovatelé tvrdí, že možné rozdělení Belgie by bylo ranou pro model Evropské unie, postavené na ideji postupné integrace a spolupráce. Jiní tvrdí, že by z rozdělení plynula pro EU výhoda - možnost učinit Brusel "evropským federálním územím", tedy hlavním městem EU. 

## Kořeny sporu
Území odpovídající modernímu belgickému, nizozemskému a lucemburskému státu bylo historicky poměrně soudržné a užíval se pro něj obvykle název Nizozemí. Nicméně již ve středověku počalo docházet k jisté diferenciaci, když některá léna zde byla volně spojena s Francouzským královstvím a jiná se Svatou říší římskou (de facto Německem). Feudální hranice se ovšem neshodovaly s hranicemi jazykovými. Vládnoucí aristokracie, která obvykle mluvila jinými jazyky než obyvatelstvo, si s těmito jazykovými nesoulady příliš hlavu nelámala. 
Po odtržení nizozemské republiky (Spojených provincií nizozemských) v roce 1581 na severu Nizozemí zůstalo jižní Nizozemí (včetně území dnešní Belgie) pod vládou Habsburků. Vládnoucí vyšší vrstvy mluvily nejčastěji francouzsky, stejně jako tomu bylo na mnoha jiných evropských šlechtických dvorech. Některým habsburským panovníkům regionu, zejména Marii Terezii, se podařilo učinit francouzštinu nejen jazykem dvora, ale také administrativy. V Lucembursku, kde většina obyvatel mluví lucembursky v soukromém kontextu, zůstala kvůli tomu administrativním jazykem francouzština dosud. 
Francouzi, kteří území okupovali po francouzské revoluci (v letech 1794 až 1815), feudální entity rozpustili a nahradili je departementy. Ty přibližně respektovaly jazykovou hranici.  Jedinou větší výjimkou byly bilingvní departmenty Dyle a Forêts. 
V roce 1815, po definitivní porážce Napoleona, bylo území nyní tvořící Belgii začleněno do Spojeného království nizozemského. Tím se však katolické provincie, včetně frankofonního Valonska, dostaly pod nadvládu kalvínského nizozemského krále. Napětí vyvrcholilo belgickou revolucí v roce 1830. 
Hlavní evropské mocnosti (Francie, Prusko a Spojené království) byly rozděleny v reakci na revoluci. Francie upřednostňovala odtržení Belgie od Nizozemska v naději, že anektuje celou oblast nebo alespoň její část, což bylo také cílem většiny belgických povstalců. Poté, co byl tento návrh zamítnut ostatními evropskými mocnostmi, které podporovaly pokračující spojení rebelující části země s Nizozemskem, francouzský diplomat Charles de Flahaut navrhl rozdělení jižního Nizozemska mezi různé země v okolí při vzniku menší samostatné jednotky kolem Antverp, a když ani to neprošlo, jako kompromisní návrh bylo nakonec zvoleno řešení, že vznikne na celém rebelujícím (katolickém) území samostatný stát. Podle vlámských a valonských nacionalistů byl takto založen nepřirozený „nárazníkový stát“, jehož smyslem bylo jen brzdit ambice Francie. 
Národní kongres nového státu pak zvolil za její hlavu německého prince Leopolda I. ze sasko-kobursko-gothajské dynastie. Francouzština se stala v novém státě jediným úředním jazykem. 
Zpočátku však jazykové napětí nebylo pociťováno. Před 20. stoletím byla totiž jazyková situace mnohem složitější. Velká část obyvatel mluvila románsko-germánským dialektem složeným z různých složek, jako je západní vlámština, východní vlámština, brabantština, limburština, ripuarština, moselsko-franský dialekt, lucemburština, picardština, valonština (se čtyřmi odlišnými dialekty kolem měst Charleroi, Namur, Lutych a Bastogne), lotrinština a šampaňština. Kvůli masovému vzdělávání a expanzi moderních médií, jako je rozhlas a televize, však došlo ve 20. století k uniformizaci různých jazykových oblastí. Prosadily se standardní formy dvou hlavních jazyků a došlo tak k ostrému rozdělení na románskou a germánskou část. 
Francouzština byla jediným úředním jazykem Belgie až do roku 1898, i když Flandry byly a stále jsou převážně nizozemsky mluvící. Nizozemští mluvčí požadovali rovná práva již od konce 19. století. Dlouhé odmítání vlády uznat nizozemštinu jako oficiální jazyk vedlo k nepřátelství mezi Flandry a frankofonní buržoazií, která měla politickou i ekonomickou moc. Toto nepřátelství dalo vzniknout vlámskému hnutí, které začalo jako literární a kulturní, ale později se stalo politickým. Volalo po právním uznání Nizozemců a po sociální emancipaci vlámského lidu. Zákon o rovnosti z roku 1898 učinil nizozemštinu oficiálním jazykem Belgie, ale jediným oficiálním jazykem Flander se stala až v roce 1921. I v jiných oblastech šlo zrovnoprávnění pomalu. Zatímco například poštovní známky se staly dvojjazyčnými již v roce 1893, teprve v roce 1967 byla přijata oficiální nizozemská verze ústavy. 
V reakci na první vlámské požadavky vzniklo v 19. století valonské hnutí. Francouzsky mluvící lidé usilovali o zachování francouzského jazyka a kultury jako určujícího rysu země. Přáli si zachovat centralizovanou vládu, aby se zabránilo regionalizaci. Byla zde navíc obava z vlámské početní převahy. Obava z "odfrancouzštění" dokonce vedla ke vzniku radikální frakce, která jako první žádala rozdělení Belgie podle jazykové hranice. Jako první s tímto požadavkem přišel valonský politik Jules Destrée v roce 1912. 
Na konci 19. století se začaly objevovat pokusy formovat belgický státní (nadjazykový) nacionalismus. Nebyly však tak úspěšné jako třeba ve Švýcarsku. Přispívala k tomu socio-ekonomická nerovnováha. Francouzsky mluvící část byla dlouho rozvinutější a průmyslovější, Flandry byl spíše zemědělské a zaostalé. To se však postupem doby obrátilo. V poslední třetině 20. století valonský těžký průmysl zastaral, naopak Flandry, které se soustředily na služby a rozvoj technologií, se staly ekonomicky silnější. To vedlo k vlámským protestům proti údajnému nadměrnému zdanění Flander a stížnostem na koncentraci sociálních služeb ve Valonsku, což mělo způsobovat takzvaný „penězovod“ z Flander do Valonska. 
Jazykové oblasti byly ustanoveny v roce 1963. Členění na jazykové oblasti bylo zahrnuto do belgické ústavy v roce 1970. Prostřednictvím ústavních reforem v 70. a 80. letech vedla regionalizace unitárního státu k třístupňové federaci: byly vytvořeny federální, regionální a komunitní vlády, což byl kompromis navržený tak, aby minimalizoval jazykové, kulturní, sociální a ekonomické napětí. V důsledku jazykové regionalizace (a posléze federalizace) byly menšiny v určitých oblastech (v Bruselu a jeho okolí a podél jazykové hranice) zbaveny volebního práva v místní správě a službách. Byl vytvořen i dvojitý stranický systém, který komplikuje vytváření koalic na federální úrovni. 
Protože v Belgii neexistuje sčítání lidu, neexistují žádné oficiální statistiky o třech úředních jazycích Belgie nebo jejich dialektech. Čísla mohou ovlivnit různá kritéria, včetně jazyka rodičů, nebo definice "druhého jazyka". Odhaduje se, že 59 % belgické populace mluví nizozemsky a 40 % francouzsky. Celkový počet nizozemských mluvčích je 6,23 milionů, soustředěných v severní oblasti Flander, zatímco francouzsky mluvících je 3,32 milionů ve Valonsku a odhadem 870 000 lidí (85 %) v oficiálně dvojjazyčném hlavním městě Bruselu. Německy mluvící komunitu tvoří 73 000 lidí na východě Valonska. Zhruba 23 000 dalších německy mluvících žije v obcích poblíž oficiální komunity.

## Brusel a německá menšina
Region hlavního města, který má bilingvní status, zavazuje své úřady, aby komunikovaly jak ve francouzštině, tak v nizozemštině, podle toho, jak si občan přeje. Na štítech jsou uváděny názvy ulic v obou jazycích, ale nejsou povoleny dvojjazyčné školy. Geograficky se jedná o enklávu ve Vlámském kraji, i když poblíž Valonska. Ústavně je to politicky odlišný region, zatímco v jeho hranicích vykonává svou pravomoc jak Vlámské, tak Francouzské společenství. 
Historicky byla místním jazykem Bruselu nizozemština a zůstala lidovým jazykem většiny obyvatel až do roku 1950. Dnes jsou však nizozemsky mluvící jen menšinou, ačkoli město má silné ekonomické vazby s okolními Flandry a mnoho nizozemsky mluvících lidí dojíždí do Bruselu za prací. 
Existují návrhy, že v případě rozpadu Belgie by z Bruselu mohlo vzniknout "unijní město", po vzoru federálních distriktů v USA, Brazílii nebo v Austrálii, neboť právě v Bruselu eurounijní instituce sídlí. Unie však v současnosti nemá s řízením takového celku žádné zkušenosti. K uvedení tohoto řešení do praxe by Brusel pravděpodobně potřeboval být nejprve nezávislým městským státem, který by musel vstoupit do EU za stejných podmínek jako ostatní členské státy EU. Možný status Bruselu jako „městského státu“ navrhl Charles Picqué, ministr-prezident regionu Brusel-hlavní město, který vidí daň uvalenou na instituce EU jako způsob, jak město obohatit. 
Vlámští aktivisté však preferují variantu, že by se Brusel připojil k Flandrům, v nichž je geograficky a ekonomicky zakotven. Návrhy zahrnují záruku, že jazyková práva frankofonního obyvatelstva v Bruselu zůstanou chráněna. Další myšlenkou je, že by Brusel vytvořil unii s Valonskem, často označovanou jako Wallobrux. Problém je, že regiony spolu nesousedí, protože Brusel je enklávou ve Flandrech. Někteří frankofonní politici proto požadují, aby se mezi oběma vytvořil územní koridor. Jazykově by dával smysl, neboť v důsledku suburbanizace Bruselu se jeho okolí stalo postupně značně frankofonním. 
Dalším návrhem je zřízení kondominia Vlámského a francouzsky mluvícího společenství Bruselu, kde by obě strany společně řídily Brusel v národních a mezinárodních otázkách. Ve veřejných službách jako je kultura, sociální péče a vzdělávání by se každé společenství těšilo autonomii. Tato myšlenka je populární mezi vlámskými politiky. 
Malé německy mluvící společenství Belgie na východě je spíše pozorovatelem než aktérem složitých jednání mezi Flandry a Valonskem. V případě, že by došlo k rozdělení Belgie, se obvykle zvažují čtyři teoretické scénáře: setrvání ve Valonsku, suverénní státnost, opětovné připojení k Německu (německy mluvící oblast byla k Belgii připojena po první světové válce) nebo připojení k Lucembursku. Komunita je součástí valonské provincie Lutych a jako taková by jí zůstala i v případě rozdělení. Zachování statu quo je nejpravděpodobnější, i když není jisté, zda by německy mluvící osoby mohly dlouhodobě zachovat svá kulturní a politická práva v jinak jednojazyčné frankofonní zemi. Další tři možnosti by se staly reálnými pouze v případě, že by Valonsko usilovalo o sjednocení s Francií. Kvůli silné soudržnosti obyvatel regionu by v tom případě většina obyvatel preferovala vznik samostatného státu. Argumentují tím, že nová země by byla například pětkrát větší a dvakrát lidnatější než Lichtenštejnsko. Odpůrci tvrdí, že by to vedlo k vytvoření nového nežádoucího daňového ráje v Evropě.

## Podpora rozdělení
Ačkoli většina vlámských politických stran požaduje jen větší regionální autonomii a decentralizaci vlády, některé průzkumy veřejného mínění provedené během vládní krize roku 2010 ukázaly, že přibližně 46 % Vlámů podporuje odtržení od Belgie.  
V roce 2007 průzkumy RTL 4 a novin De Dag v Nizozemsku ukázaly, že 45 % až 77 % nizozemských státních příslušníků (výsledky dvou různých průzkumů) by podpořilo sloučení jejich země s Flandry. Nicméně podobný průzkum provedený společností Synovate Nederland v roce 2010 ukázal, že pouze 20 % Nizozemců podporuje unii mezi Nizozemskem a Flandry. Srovnatelný průzkum provedený v roce 2007 ve Francii naopak ukázal, že většina francouzských občanů by podpořila spojení Valonska s Francií, pokud by Belgie přestala existovat. Francouzští politici však vyloučili jakýkoli zásah do vnitřní belgické debaty. 
Průzkum RTL z 9. září 2010 ukázal, že třetina frankofonní populace podpořila začátek příprav na rozdělení země, k nimž během krize došlo. 13. září zveřejnil Het Laatste Nieuws výsledek průzkumu mezi vlámskou populací. Podle těchto výsledků si 60 % Vlámů nepřálo nezávislý vlámský stát a jen 26 % bylo ochotno podpořit rozdělení. Avšak 40,8 % Vlámů během voleb v roce 2010 hlasovalo pro stranu prosazující vlámskou nezávislost. V každém případě si velká většina Belgičanů přeje změnu: pouze 8 % souhlasí se současným belgickým federálním systémem.
Belgičané, kteří se zúčastnili uvedeného průzkumu, byli také dotázáni, jaký scénář by preferovali v případě, že by k rozdělení Belgie skutečně došlo. Nezávislé Flandry spolu se svazkem Bruselu a Valonska podpořilo 35 % Belgičanů. Vznik tří malých států (Flandry, Brusel a Valonsko) preferovalo 23 %, unii mezi Francií a Valonskem podpořilo 14 % a unii mezi Flandry a Bruselem spolu s nezávislým Valonskem 12 %. Ve Flandrech 27 % podpořilo třístátní scénář a 26 % podpořilo unii mezi Flandry a Bruselem. Těch, kteří neměli žádný preferovaný scénář, bylo 25 %. Většina Valonů (53 %) souhlasila s unií mezi Bruselem a Valonskem, zatímco menšina (21 %) podpořila sloučení s Francií. Pouze 10 % Valonů preferuje nezávislý valonský stát. Naproti tomu Bruselané byli rozděleni mezi unii s Valonskem (39 %) a scénář městského státu (34 %). 
Strany s dlouhodobou účastí v belgických vládách, tedy křesťanští demokraté, liberálové a socialisté, stejně jako strany zelených, obvykle odmítají otevřeně mluvit o možném rozdělení Belgie. Tato otázka byla v mainstreamu belgické politické scény dlouho tabu. V současnosti ovšem i mainstreamoví politici o ní čas od času diskutují, většinou z taktických důvodů. 6. září 2010, po dlouhotrvajícím bezúspěšném vyjednávání o sestavení federální vlády, většina vůdců frankofonní socialistické strany prohlásila, že nyní považuje rozdělení Belgie za realistické alternativní řešení belgických problémů. Většina pozorovatelů to nicméně vnímala jako planou hrozbu, jejímž cílem bylo prolomit zablokovaná jednání o sestavení federální vlády. 
V souvislosti s rozdělením Belgie se často hovoří o rozdělení Československa v roce 1993 a jeho poklidný průběh bývá dáván zastánci rozdělení za vzor. Příklad rozdělení Československa také ukazuje, že scénář rozdělení může být aktualizován poměrně náhle, ačkoli většina politických stran nemá rozdělení v programu. Christian Berhendt, specialista na ústavní právo na univerzitě v Lutychu a autor jednoho z návrhu na rozdělení, upozorňuje, že hypotetické rozdělení Belgie je omezeno skutečností, že žádná politická strana není připravena rozdělit Belgii za cenu oddělení od mnoha mezinárodních organizací, k nimž je Belgie přidružena. Rozdělení země by vyžadovalo úpravu a ratifikaci velkého množství smluv. V tom je situace značně odlišná od československého scénáře z roku 1993.